# Gruff Rhys
Gruff Rhys   (Hwlffordd, 18 de juliol de 1970) és un cantautor i cineasta gal·lés, conegut com a cantant del grup de rock Super Furry Animals, entre més projectes.
Rhys compon cançons tant en la seua llengua materna com en anglés, encara que assegura que no és una decisió premeditada, sinó que les melodies li venen en un idioma o l'altre; amb tot, se sorprén d'haver publicat tants discs en anglés.

## Biografia
Rhys compongué la primera cançó a cinc anys, "Dwifn Mynd Yn Hen" («em faç vell»), sobre un conductor de tren a punt de morir; de jove, formà part de grups com Emily (Creation) o Ffa Cofi Pawb, un dels grups més destacats del país, amb els quals publicà tres discs en gal·lés en la discogràfica Ankst. Abans de fundar l'embrió de Super Furry amb Guto Pryce i Daf Ieuan, l'any 1993 es traslladà a Barcelona per a estudiar art.
El 2005 publicà el primer disc en solitari, Yr Atal Genhedlaeth, de mitja hora de duració i cantat tot en gal·lés, amb títols i expressions plenes de doble sentit com el del disc —que pot significar tant «la generació interrompuda» com «la generació botijosa»—, "Pwdin Ŵy" (sobre una xica que es diu «Flam d'Ou», una cançó que mamprengué deu anys abans) o "Ni Yw Y Byd" («som el món», una paròdia del "We Are the World").
El 2014 s'estrenà una pel·lícula biogràfica sobre Dylan Thomas, Set Fire to the Stars, amb banda sonora de Rhys; el mateix any publicà American Interior, un projecte multidiscplinar compost per una aplicació mòbil, un disc, un documental i un llibre homònims sobre la figura de l'explorador gal·lés John Evans, que el 1792 salpà cap a Louisiana (Nova Espanya) en busca d'una tribu fantàstica, els Madogwys, dels quals se suposava que parlaven gal·lés per mor de contacte amb uns pioners que els haurien contactat molts anys abans.
El 2016 publicà una cançó contra el Brèxit intitulada "I Love EU".
El 2024 tragué el huité disc en solitari, Sadness Sets Me Free, compost en part durant la gira del 2022 per Espanya:
en aquella ocasió actuà a Las Cigarreras i el Loco Club.
Enguany mamprendrà una gira nord-americana d'aniversari pels deu anys d'American Interior.

## Discografia
| projecte                           | A.                             | títol                               |
| ---------------------------------- | ------------------------------ | ----------------------------------- |
| Gruff Rhys                         | 2025 \|\| Dim Probs            |                                     |
| Gruff Rhys                         | 2024                           | Sadness Sets Me Free                |
| Gruff Rhys                         | 2023                           | The Almond & The Seahorse           |
| Gruff Rhys                         | 2021                           | Seeking New Gods                    |
| Gruff Rhys                         | 2019                           | Pang!                               |
| Gruff Rhys                         | 2018                           | Babelsberg                          |
| Gruff Rhys                         | 2016                           | Set Fire to the Stars               |
| Gruff Rhys                         | 2014                           | American Interior                   |
| Gruff Rhys                         | 2011                           | Hotel Shampoo                       |
| Gruff Rhys                         | 2007                           | Candylion                           |
| Gruff Rhys                         | 2005                           | Yr Atal Genhedlaeth                 |
| Neon Neon                          | 2013 \|\| Praxis Makes Perfect |                                     |
| Neon Neon                          | 2008                           | Stainless Style                     |
| Tony da Gatorra vs. Gruff Rhys     | 2010                           | The Terror of Cosmic Loneliness     |
| Super Furry Animals                | 1996 \|\| Fuzzy Logic          |                                     |
| Super Furry Animals                | 1997                           | Radiator                            |
| Super Furry Animals                | 1998                           | Guerrilla                           |
| Super Furry Animals                | 2000                           | Mwng                                |
| Super Furry Animals                | 2001                           | Rings Around the World              |
| Super Furry Animals                | 2003                           | Phantom Power                       |
| Super Furry Animals                | 2005                           | Love Kraft                          |
| Super Furry Animals                | 2007                           | Hey Venus!                          |
| Super Furry Animals                | 2009                           | Dark Days / Light Years             |
| Ffa Coffi Pawb                     | 1988                           | Dalec Peilon                        |
| Ffa Coffi Pawb                     | 1991                           | Clymhalio                           |
| Ffa Coffi Pawb                     | 1992                           | Hei Vidal!                          |
| col·laboracions                    |                                |                                     |
| Imarhan                            | 2022                           | "Adar newlan"                       |
| The Earth                          | 2015                           | "Married 2 Me"                      |
| Manic Street Preachers             | 2013                           | "Let Robeson Sing (Live at the O2)" |
| ustwo                              | 2011                           | "Whale Trail (videojoc)             |
| Akira the Don                      | 2011                           | "We Won't Be Broke forever Baby"    |
| Danger Mouse and Sparklehorse      | 2010                           | "Just War"                          |
| Gorillaz                           | 2010                           | "Superfast Jellyfish"               |
| Goldie Lookin' Chain               | 2010                           | "I'm Not Lying (remix)"             |
| Simian Mobile Disco                | 2009                           | "Cream Dream"                       |
| Misty's Big Adventure              | 2008                           | Television's People                 |
| Boom Bip                           | 2005                           | "Do's & Don'ts"                     |
| FC Kahuna                          | 2002                           | "Fear of Guitars"                   |
| Mogwai                             | 2001                           | "Dial: Revenge"                     |
| tributs                            |                                |                                     |
| Pablo Traine + The Barock Plastiks | 2024                           | Mi laburo fue solo una ilusión      |